# 于國柱
于國柱，字石公，江蘇吳縣人，清朝軍事將領、武狀元及第。
弓馬嫻熟，順治十二年十月（1655年），殿試中式一甲第一名，授武狀元。官至台州副將。